# Sanzeno
Sanzeno es una localidad y comune italiana de la provincia de Trento, región de Trentino-Alto Adigio, con 935 habitantes.

## Galería fotográfica

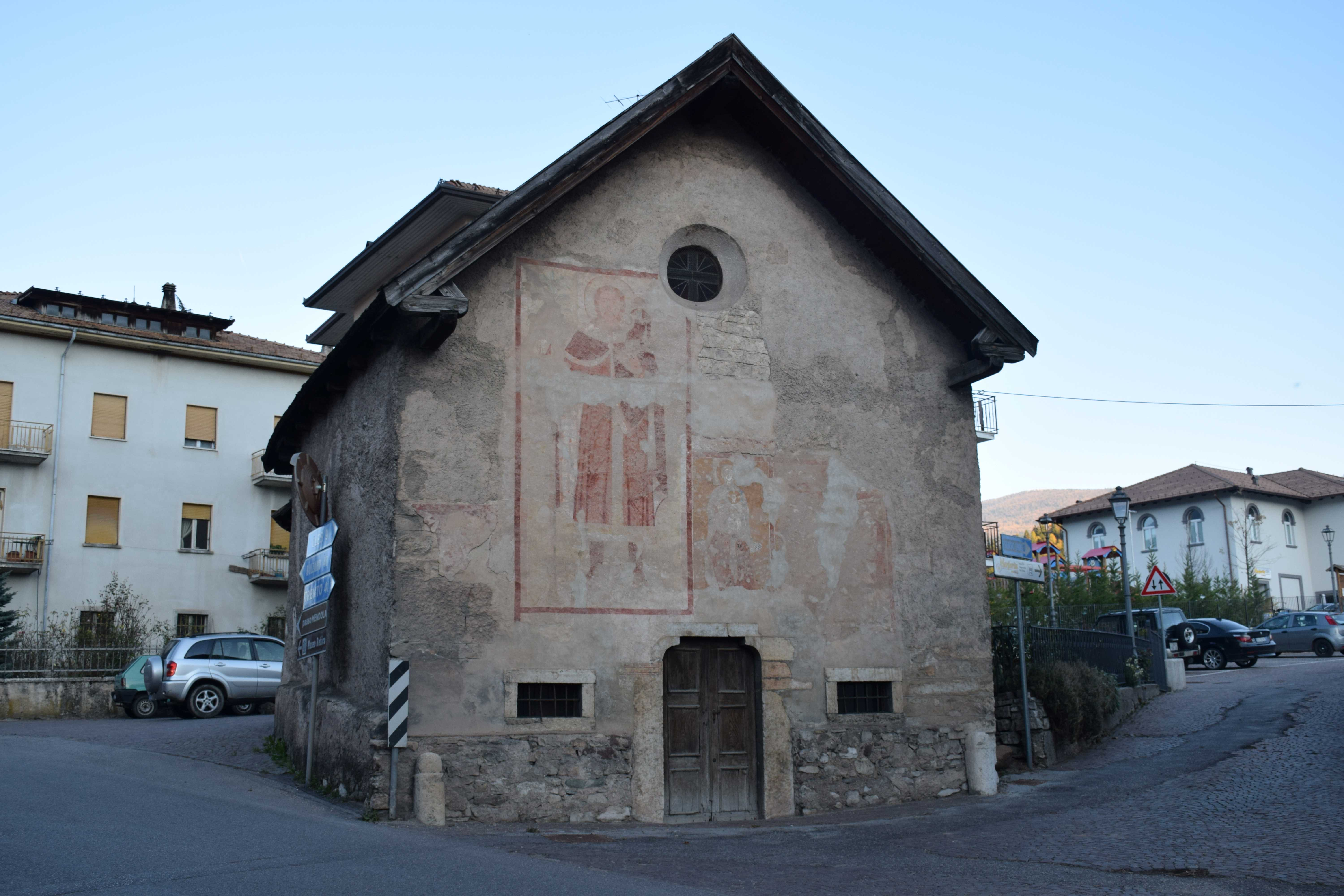
Iglesia de san Alexandro
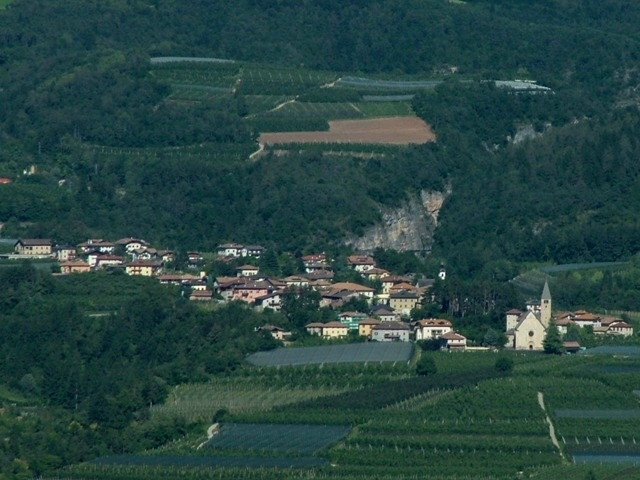
Panorama

## Evolución demográfica
| Gráfica de evolución demográfica de Sanzeno entre 1861 y 2001 |
|                                                               |
| Fuente ISTAT - elaboración gráfica de Wikipedia               |